# Picco piramidale

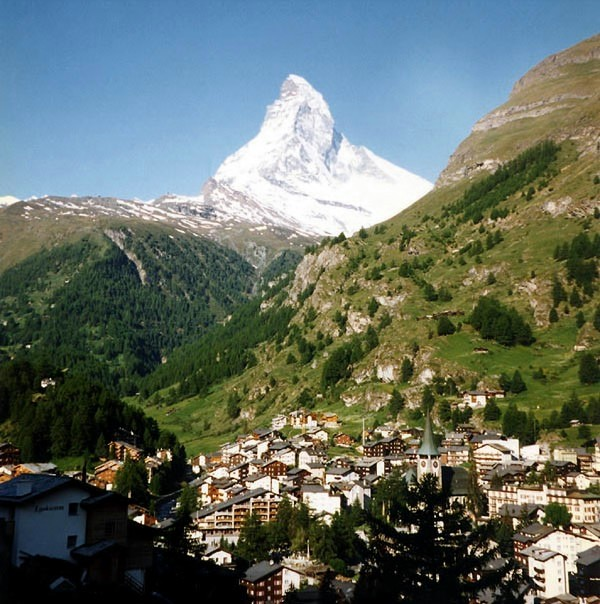
Il picco del Matterhorn (Cervino).

Un picco piramidale, o talvolta nella sua forma più estrema chiamato picco glaciale, è una cima di montagna che ha subito il crioclastismo e l'azione erosiva del ghiaccio durante la glaciazione. Se l'uso non crea ambiguità nel contesto montano, allora si può usare semplicemente il termine picco oppure horn.

## Formazione
I campi di ghiaccio alla testa di ghiacciai sviluppano bacini a forma di scodella nei luoghi montani detti circhi glaciali. Le loro caratteristiche specifiche sono lo scorrimento rotazionale che erode il fondo del bacino, ma non i suoi bordi, causando in questo modo la tipica forma a scodella, fino a formare e anche contribuire allo sviluppo dei limiti rocciosi o morenici che li separano dai versanti di fondo valle, oltre a poter contenere laghetti glaciali chiamati tarn. 
Dato che i circhi si sono formati dalla glaciazione in un ambiente alpino, la parete posteriore (headwall ) e le creste conosciute come arête risultano più ripide e delineate. Questo succede a causa del congelamento/scongelamento e al deterioramento della roccia (mass wasting) sotto la superficie del ghiaccio. È opinione diffusa che una causa comune per la ripidezza della parete posteriore (headwall) e l'estensione verso questa siano i crepacci noti come bergschrund o crepacce terminali che si verificano tra il ghiaccio in movimento e la parete posteriore. 
Questa è una posizione dove gli osservatori che si trovano a esplorare i crepacci possono vedere gli effetti dovuti all'asportazione (plucking) e alla frantumazione. Il ghiacciaio che vi si trovava, fondendo, dopo i periodi di glaciazione del Pleistocene, fa sì che tutto il circo rimanga esposto. Quando ci sono tre o più di queste pareti posteriori di circo e arête, uniti insieme per formare un singolo picco, si crea una forma piramidale con pareti molto ripide chiamato horn o horn glaciale. In regioni montane ben ghiacciate sono forme abbastanza comuni. Il numero di facce che costituiscono i versanti di un picco (horn) dipendono dal numero di circhi coinvolti nella sua formazione, ma in genere non superiori a tre o quattro.
Nel caso estremo un picco o horn glaciale può avere i versanti quasi verticali su tutti i lati. Nelle Alpi, il nome "horn" viene attribuito a molti picchi esposti con inclinazioni delle pareti di 45-60° (per es. il Kitzbüheler Horn).